# Venancio del Val
Venancio Ramón del Val de Sosa (Vitoria, 1 de abril de 1911-Vitoria, 29 de octubre de 2004) fue un periodista, cronista y erudito español. Bajo el título de Calles vitorianas, compiló, en dos ediciones, de 1944 y 1979, un diccionario con el origen de la toponimia de su ciudad.

## Biografía
Natural de Vitoria, estudió en una escuela del centro de la ciudad y, con 13 años, ingresó en el seminario. Allí, además de recibir una educación religiosa que le llevaría años más tarde a ser abad de la Cofradía de la Virgen Blanca, puso negro sobre blanco sus primeros textos. Su carrera periodística comenzó cuando apenas tenía 18 años, con artículos para el Heraldo Alavés. Tanto con su nombre como con diversos seudónimos —tuvo cerca de una treintena, incluido Vitoriano de Álava—, firmaría artículos en los periódicos Euzkadi, La Libertad, Norte, Pensamiento Alavés, Hoja del Lunes y El Correo, cuya edición vitoriana llegaría a dirigir, así como en revistas locales, incluidas Celedón, Txistulari, Gasteiz, Vida Vasca, Boletín de la Sociedad Excursionista Manuel Iradier y Estíbaliz. Llegaría a publicar más de ocho mil crónicas. También se pudo escuchar su voz en Radio Vitoria. Simultaneó esas tareas con las de funcionario del ayuntamiento, donde desempeñaría diversas funciones entre 1941 y 1979, año de su jubilación.
Publicó una gran variedad de obras sobre personajes históricos alaveses y sobre costumbres y tradiciones de la provincia. Su principal obra, Calles vitorianas, contiene un repaso de la toponimia de la ciudad de Vitoria, con referencias a los personajes, pueblos, accidentes geográficos, etc., que les dan nombre. Publicó una primera edición en 1944 y luego otra, completada y actualizada, en 1979.
Falleció en Vitoria el 29 de octubre de 2004, a los 93 años. Ya entonces, una plaza llevaba su nombre en su honor, se le había concedido el Celedón de Oro y había sido nombrado hijo predilecto de la ciudad. Además, había sido pregonero tanto de unas celebraciones con motivo de San Prudencio como de unas fiestas de La Blanca. El archivo de Vitoria custodia el fondo que Del Val le legó un año antes de su fallecimiento.

## Obra
Fue autor de diversos libros sobre toponimia e historia, entre los que se cuentan:
- Calles vitorianas (1944 y 1979)
- ¿Quién fue Celedón? (1965)
- Nuestra Señora de la Blanca (1971)
- En torno a Ramiro de Maeztu (1974)
- Botánicos alaveses (1984)
- Mujeres alavesas (1987)
- Tipos populares vitorianos (1991)
- Cuerpo foral de Miñones (1992)
- José Mardones (1993)